# Fubine
Fubine (piemontiul: Fubin-i, helyi nyelvjárásban: Fibin-ni) település Olaszországban, Piemont régióban, Alessandria megyében. Lakosainak száma 1586 fő (2023. január 1.).